# Regolo Vecoli
Regolo Vecoli est un compositeur italien d’origine lucquoise. 

## Biographie
Regolo Vecoli travaille durant la période 1557-1586 comme compositeur et cornettiste. 
Il passe une vingtaine d’années à Lyon (vers 1561-1581), très probablement au service d’une famille marchande italienne établie dans cette ville (sans doute les Buonvisi). Il part ensuite à Paris, fuyant les troubles lyonnais.
Il publie deux livres de madrigaux italiens en 1577 à Lyon puis en 1586 à Paris ; cette même année il participe également au Puy de musique d’Évreux, où il gagne un prix pour un motet De profundis (œuvre perdue).
On ignore s'il existe un lien de parenté avec son compatriote Pietro Vecoli. Toutefois les dates de leurs publications suggèrent que Regolo soit de la génération précédant celle de Pietro.
En l’absence de source biographique postérieure, on peut supposer qu’il meurt peu de temps après.

## Œuvre

### Musique sacrée
- Un motet De profundis (Psaume 50), perdu.

### Musique profane

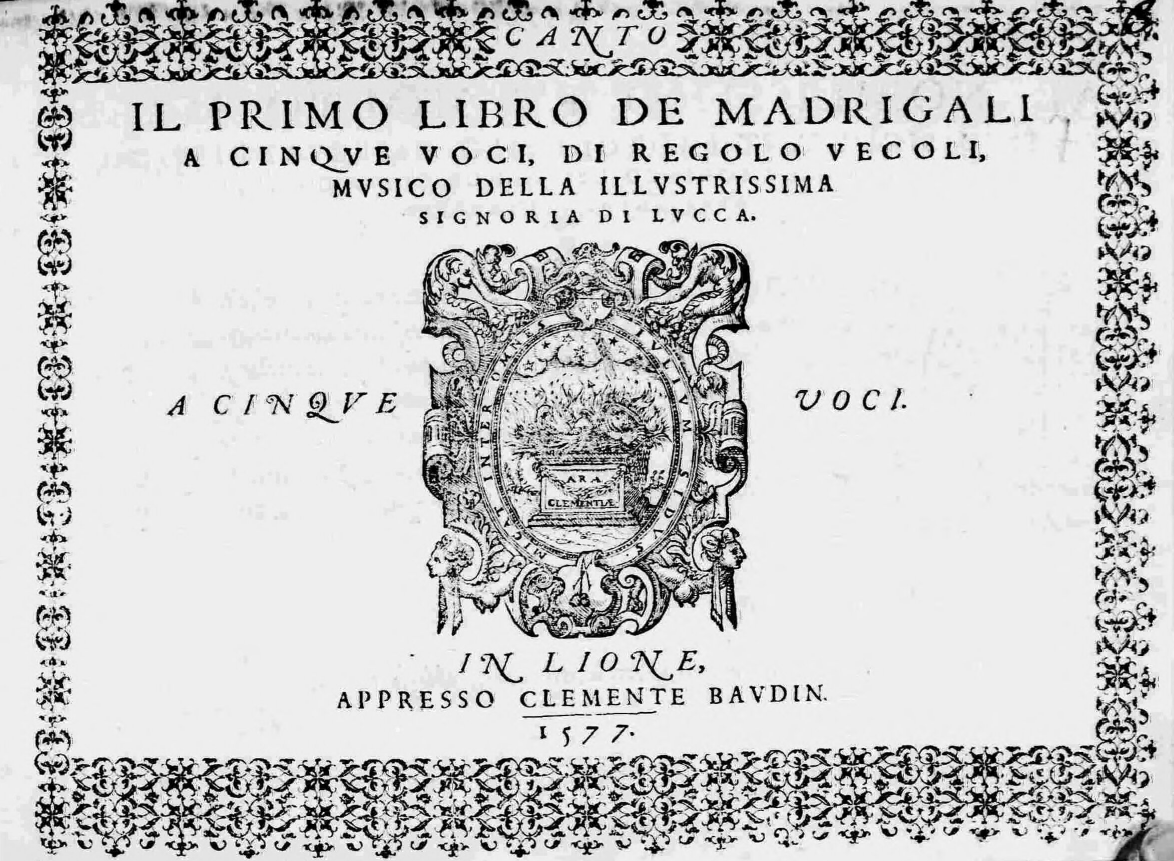
Page de titre des Madrigali de Regolo Vecoli, Lyon, 1577.

- Primo libro de madrigali a cinque voci di Regolo Vecoli, musico della illustrissima signoria di Lucca, a cinque (Lyon, Clément Baudin, 1577)[3], dédicacé à Lorenzo Buonvisi (traduction de la dédicace dans Guillo 1991 Doc. 46). Sur les vingt madrigaux, deux sont signés de Carlotto et F[rancesco] Vecoli.

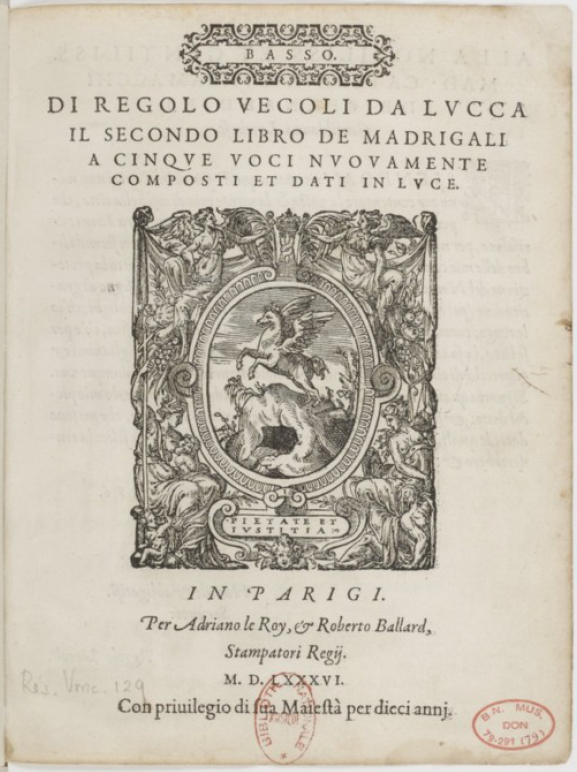
Page de titre des Madrigali de Regolo Vecoli, Paris, 1586.

- Di Regolo Vecoli da Lucca Il secondo libro de madrigali a cinque voci... (Paris, Le Roy et Ballard, 1586)[4], cette fois offert à Caterina Burlamacchi (traduction de la dédicace au Doc. 41). Son épître dédicatoire précise qu’il avait quitté Lyon à cause des troubles endurés par la ville. Ce livre fait de lui le premier compositeur de madrigaux dont un livre entier est publié à Paris.